# Почтово-сберегательный банк
Почтово-сберегательные банки (англ. postal savings banks) — сберегательные банки, осуществляющие приём сбережений населения и другие банковские операции через сеть почтовых отделений. Почтово-сберегательные банки создаются в тех местностях, где отсутствуют коммерческие банки. Они аккумулируют средства населения и используют их для кредитования государства и населения. Обязательства почтово-сберегательных банков обычно гарантируются государством.

## История
Первые почтово-сберегательные банки появились в Великобритании в 1861 году. Впоследствии данный тип кредитных учреждений получил развитие в Европе: в 1886 году банки возникли в Финляндии, в 1909 году — в Греции. В 1930-х годах банки получили широкое распространение в колониальных странах. С 1980-х годов почтово-сберегательные банки начинают помимо сберегательной операции выполнять денежные переводы, оплачивать чеки и другие банковские операции.